# 단일무선음성통화연속
단일무선음성통화연속(Single Radio Voice Call Continuity, 줄여서 SRVCC)는 LTE를 이용한 음성통화중 LTE망이 없는 곳에서 음성통화가 끊어지지 않도록, 3G나 2G로 핸드오버 되는 것을 일컫는다.